# Dorfkirche Gahlen

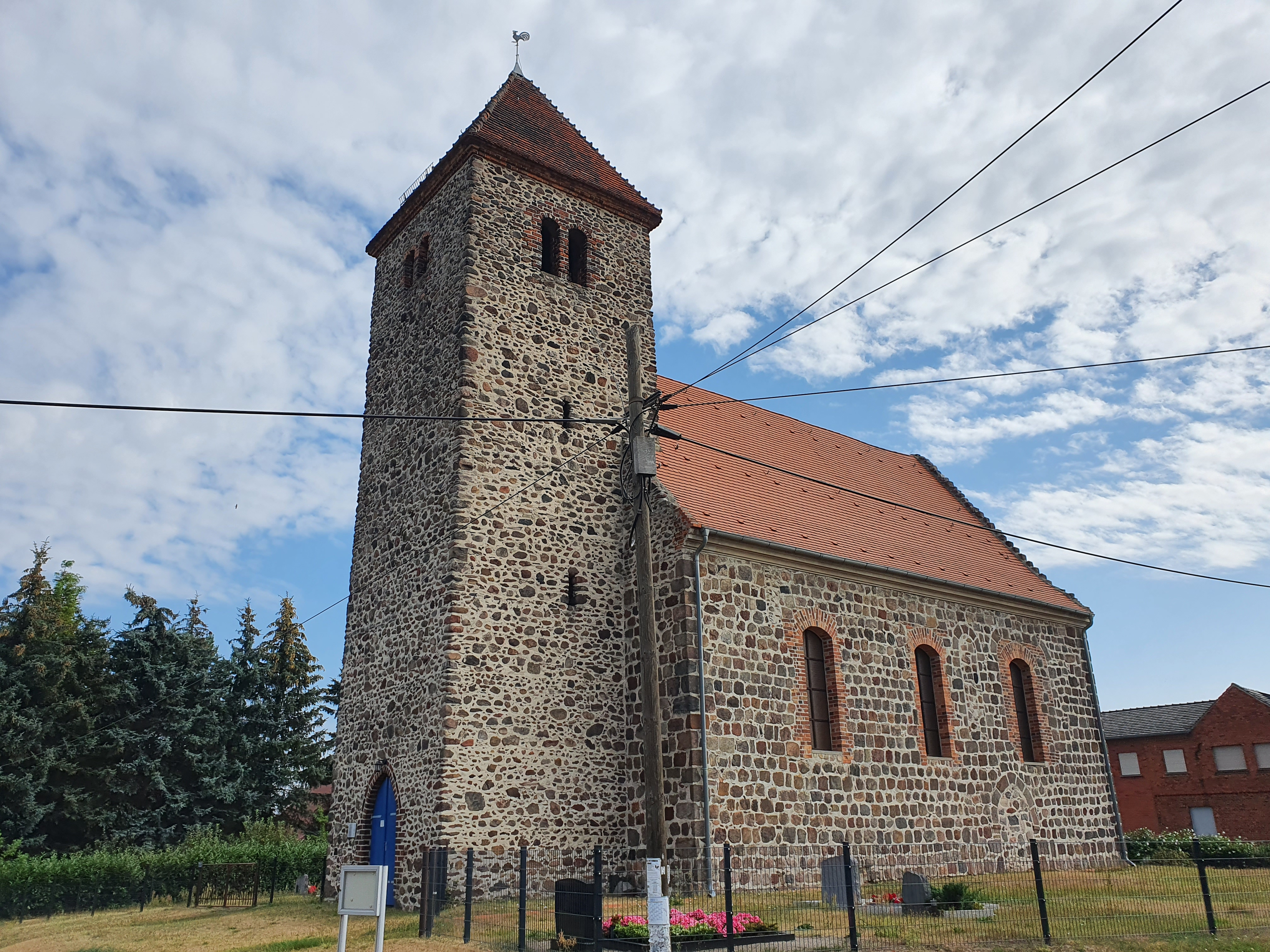
Dorfkirche Gahlen (2022)

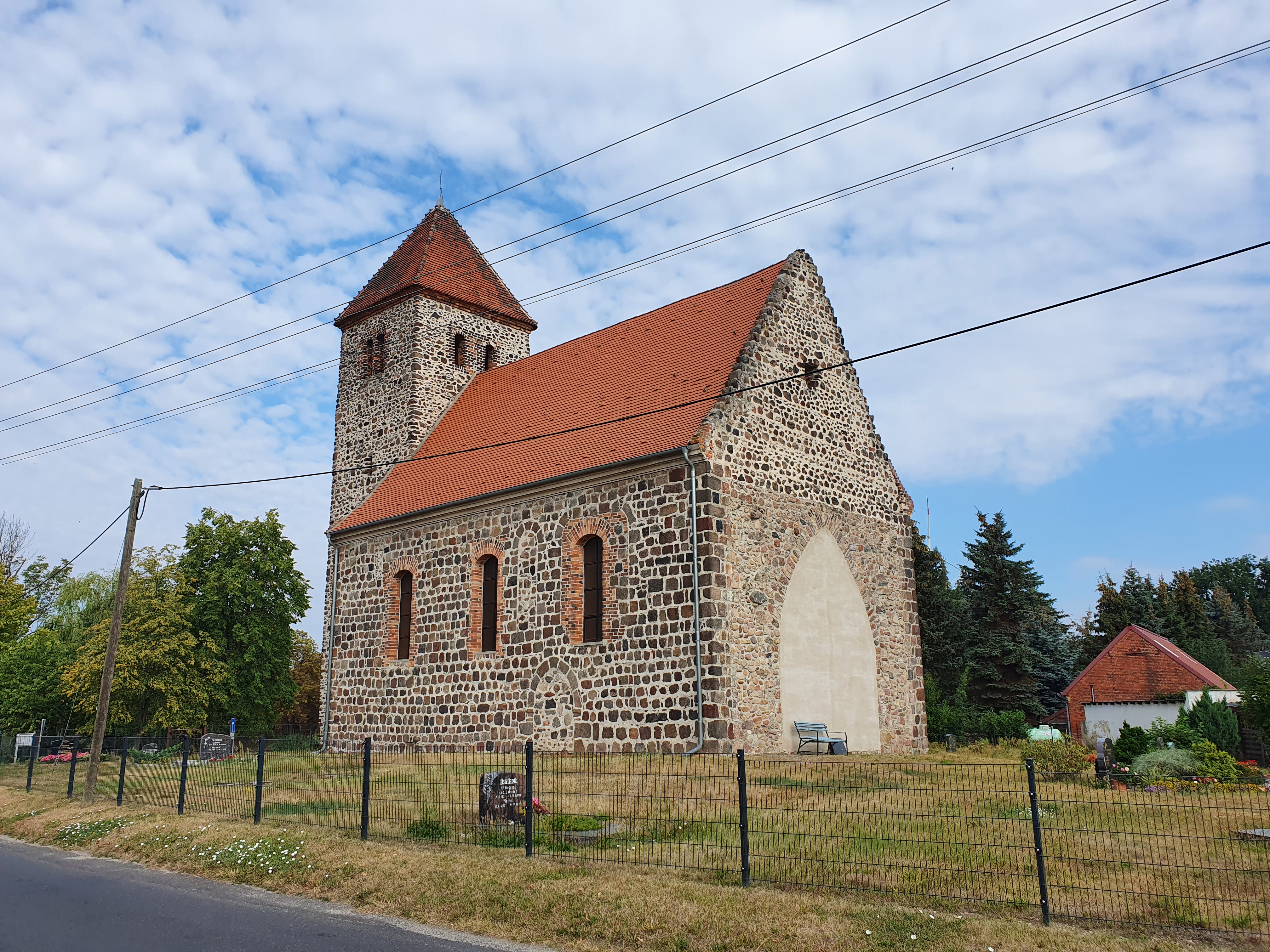
Ostschluss der Kirche, der Triumphbogen des ehemaligen Chorraumes ist noch zu erkennen (2022)

Die Dorfkirche Gahlen ist das Kirchengebäude in der zur Stadt Vetschau/Spreewald gehörenden Ortschaft Gahlen im Landkreis Oberspreewald-Lausitz in Brandenburg. Es gehört der Kirchengemeinde Gräbendorfer See im Kirchenkreis Niederlausitz, der Teil der Evangelischen Kirche Berlin-Brandenburg-schlesische Oberlausitz ist. Die Kirche steht unter Denkmalschutz.

## Architektur und Geschichte
Die Dorfkirche Gahlen befindet sich im Ortszentrum von Gahlen auf einer leichten Anhöhe. Sie ist ein rechteckiger Feldsteinbau, wurde Mitte des 13. Jahrhunderts gebaut und wird dem romanisch-gotischen Übergangsstil zugeordnet. Der Westturm mit Zeltdach und gepaarten Schallöffnungen entstand gegen Ende des 14. oder Anfang des 15. Jahrhunderts. Das frühgotische Portal in der Turmhalle ist bis heute erhalten. An der Ostwand sind noch heute die Reste eines eingezogenen Chores zu erkennen. Ab 1749 wurden weitreichende Umbaumaßnahmen an der Gahlener Kirche vorgenommen. Dabei wurde vermutlich auch der Chor abgerissen, die durch den Abriss entstandene zugemauerte Öffnung an der Ostwand ist heute noch zu erkennen. Die ursprünglichen schmalen Rundbogenfenster sowie ein zugemauertes spitzbogiges Portal an der Südwand sind heute noch zu erkennen.
Im Inneren hat die Kirche eine Balkendecke und eine zur Winterkirche umgebaute Westempore. Der frühere Chor war vom Rest des Innenraums durch einen breiten, spitzbogigen Triumphbogen abgetrennt, der nach dem Abriss des Chores vermauert wurde. Zur Ausstattung der Kirche gehören ein gut erhaltener Kanzelaltar aus dem frühen 18. Jahrhundert. Das hölzerne achtseitige Taufbecken stammt aus der Zeit um 1700. Nach 1997 wurde die Kirche saniert.

## Kirchengemeinde
Im Jahr 1495 war Gahlen eine Pfarrkirche im Sedes Calau. Sie bildete später zusammen mit Ogrosen den Pfarrsprengel Ogrosen und war der Superintendentur in Calau unterstellt. 1937 war Gahlen noch eine Kirchengemeinde. Bis 1945 war die Kirchengemeinde somit Teil der Evangelischen Landeskirche der älteren Provinzen Preußens und ab 1945 der Evangelischen Kirche in Berlin-Brandenburg. 1969 schlossen sich die Kirchenkreise Calau und Lübben zum Kirchenkreis Lübben-Calau zusammen. Spätestens 1985 war Gahlen eine Filialkirche von Ogrosen. Der Kirchenkreis Lübben-Calau fusionierte 1998 mit dem Kirchenkreis Luckau zum Kirchenkreis Lübben, der seit 2004 zur Evangelischen Kirche Berlin-Brandenburg-schlesische Oberlausitz gehörte.
Am 1. Januar 2010 schlossen sich die Kirchenkreise Lübben und Finsterwalde zum Kirchenkreis Niederlausitz zusammen, zu dem auch Gahlen seitdem gehört. Die Dorfkirche Gahlen gehört seit dem 1. Juni 2013 zur Kirchengemeinde Gräbendorfer See, die durch den Zusammenschluss der Kirchengemeinden Missen und Ogrosen entstanden war.